# Melodifestivalen 2021
Melodifestivalen 2021 – 61. edycja festiwalu, będącego szwedzkimi eliminacjami do 65. Konkursu Piosenki Eurowizji. Półfinały odbyły się 6, 13, 20 i 27 lutego, koncert drugiej szansy – 6 marca, a finał – 13 marca. Podczas rund półfinałowych o wynikach decydowali telewidzowie za pomocą głosowania telefonicznego, a zwycięzcę wybrali wraz z międzynarodową komisją jurorską.

## Format
Do konkursu zostało zakwalifikowanych 28 uczestników, którzy zostali podzieleni na cztery siedmioosobowe półfinały. Z każdego półfinału dwójka najlepszych uczestników otrzymała awans do finału, a laureaci trzeciego i czwartego miejsca półfinałów zostali zakwalifikowani do etapu drugiej szansy, z którego kolejna czwórka awansowała do finału.
Podczas rund półfinałowych o wynikach zdecydowali telewidzowie w głosowaniu internetowym i telefonicznym; po raz pierwszy zostali podzieleni na siedem grup wiekowych (3-9 lat, 10-15 lat, 16-29 lat, 30-44 lat, 45-59 lat, 60-75 lat i powyżej 75 lat), a wyniki ich głosowania zostały przełożone na punktację znaną z Konkursu Piosenki Eurowizji (1-8, 10 i 12 pkt; w półfinałach bez jednego, dwóch i trzech punktów). W drugiej szansie te same grupy wiekowe głosowały na swojego faworyta w każdej z czterech par, a w przypadku remisu o zwycięstwie decydowała liczba uzyskanych głosów. Reprezentanta wraz z telewidzami wybrała międzynarodowa komisja jurorska licząca osiem osób.

### Szczegóły organizacji
Ze względu na pandemię COVID-19 w 2021 organizatorzy zrezygnowali z zaproszenia publiczności na koncerty, oprócz tego wszystkie koncerty wyjątkowo odbyły się w jednym miejscu – w hali Annexet w Sztokholmie.

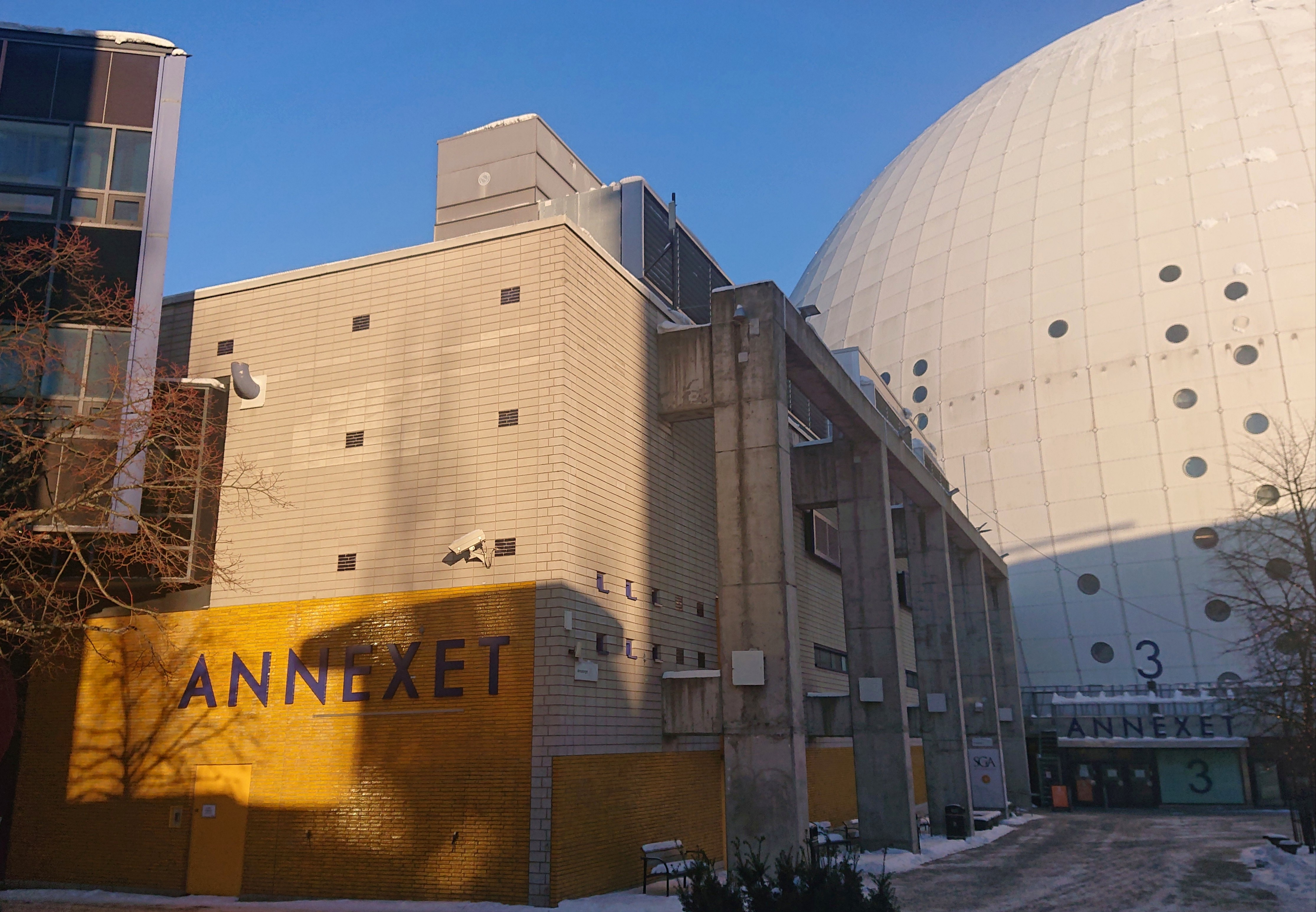
Hala Annexet – miejsce organizacji Melodifestivalen 2021

Koncerty Melodifestivalen 2021 poprowadziło dziwięć osób, przy czym każdy był gospodarzem innego koncertu (z wyjątkiem Christera Björkmana, który prowadził wszystkie sześć koncertów).

## Uczestnicy
| Artysta                | Tytuł                        | Twórcy piosenek                                                                          |
| ---------------------- | ---------------------------- | ---------------------------------------------------------------------------------------- |
| Alvaro Estrella        | "Baila Baila"                | Anderz Wrethov, Linnea Deb, Jimmy "Joker" Thörnfeldt                                     |
| Anton Ewald            | "New Religion"               | Jonas Wallin, Joe Killington, Anton Ewald, Maja Strömstedt                               |
| Arvingarna             | "Tänker inte alls gå hem"    | Stefan Brunzell, Nanne Grönvall, Thomas G:son, Bobby Ljunggren                           |
| Charlotte Perrelli     | "Still Young"                | Thomas G:son, Bobby Ljunggren, Erik Bernholm, Charlie Gustavsson                         |
| Clara Klingenström     | "Behöver inte dig idag"      | Clara Klingenström, Bobby Ljunggren, David Lindgren Zacharias                            |
| Danny Saucedo          | "Dandi dansa"                | Danny Saucedo, Karl-Johan Råsmark                                                        |
| Dotter                 | "Little Tot"                 | Johanna Jansson, Dino Medanhodzic                                                        |
| Efraim Leo             | "Best of Me"                 | Efraim Leo, Cornelia Jakobs, Amanda Björkegren, Herman Gardarfve                         |
| Elisa                  | "Den du är"                  | Bobby Ljunggren, Ingela "Pling" Forsman, Elisa Lindström                                 |
| Emil Assergård         | "Om allting skiter sig"      | Emil Assergård, Jimmy Jansson, Jimmy "Joker" Thörnfeldt, Anderz Wrethov, Johanna Wrethov |
| Eric Saade             | "Every Minute"               | Eric Saade, Linnea Deb, Joy Deb, Jimmy "Joker" Thörnfeldt                                |
| Eva Rydberg & Ewa Roos | "Rena rama ding dong"        | Göran Sparrdahl, Kalle Rydberg, Ari Lehtonen                                             |
| Frida Green            | "The Silence"                | Anna Bergendahl, Bobby Ljunggren, David Lindgren Zacharias, Joy Deb                      |
| Jessica Andersson      | "Horizon"                    | David Kreuger, Fredrik Kempe, Marcus Lidén, Christian Holmström                          |
| Julia Alfrida          | "Rich"                       | Julia Alfrida, Jimmy Jansson, Melanie Wehbe                                              |
| Kadiatou               | "One Touch"                  | Joy Deb, Linnea Deb, Jimmy "Joker" Thörnfeldt, Anderz Wrethov                            |
| Klara Hammarström      | "Beat of Broken Hearts"      | David Kreuger, Fredrik Kempe, Niklas Carson Mattson, Andreas Wijk                        |
| Lillasyster            | "Pretender"                  | Isak Hallén, Jakob Redtzer, Martin Westerstrand, Ian Paolo Lira, Palle Hammarlund        |
| Lovad                  | "Allting är precis likadant" | Mattias Andréasson, Alexander Nivek, Lova Drevstam, Albin Johnsén                        |
| Mustasch               | "Contagious"                 | Ralf Gyllenhammar, David Johannesson                                                     |
| Nathalie Brydolf       | "Fingerprints"               | Andreas Stone Johansson, Etta Zelmani, Laurell Barker, Anna-Klara Folin                  |
| Patrik Jean            | "Tears Run Dry"              | Herman Gardarfve, Patrik Jean, Melanie Wehbe                                             |
| Paul Rey               | "The Missing Piece"          | Fredrik Sonefors, Laurell Barker, Paul Rey                                               |
| Sannex                 | "All Inclusive"              | Greta Svensson, Hans Thorstensson                                                        |
| Tess Merkel            | "Good Life"                  | Tony Malm, Tess Merkel, Palle Hammarlund, Mats Tärnfors                                  |
| The Mamas              | "In the Middle"              | Emily Falvey, Robin Stjernberg, Jimmy Jansson                                            |
| Tusse                  | "Voices"                     | Joy Deb, Linnea Deb, Jimmy "Joker" Thörnfeldt, Anderz Wrethov                            |
| WAHL feat. SAMI        | "90-talet"                   | Sami Rekik, Christopher Wahlberg, Josefin Glenmark, Jesper Welander, Andreas Larsson     |

## Półfinały
Legenda:
     Uczestnicy, którzy awansowali do finału
     Uczestnicy, którzy trafili do drugiej szansy

### Półfinał 1
Pierwszy półfinał odbył się 6 lutego 2021, poprowadzili go Lena Philipsson i Christer Björkman. 
| L.p. | Wykonawca         | Piosenka                  | Widzowie      | Widzowie | Miejsce | Rezultat     |
| L.p. | Wykonawca         | Piosenka                  | Liczba głosów | Punkty   | Miejsce | Rezultat     |
| ---- | ----------------- | ------------------------- | ------------- | -------- | ------- | ------------ |
| 1    | Kadiatou          | „One Touch”               | 967 331       | 29       | 6       | Odpadła      |
| 2    | Lillasyster       | „Pretender”               | 1 159 154     | 48       | 4       | Druga szansa |
| 3    | Jessica Andersson | „Horizon”                 | 1 065 794     | 38       | 5       | Odpadła      |
| 4    | Paul Rey          | „The Missing Piece”       | 1 239 146     | 68       | 3       | Druga szansa |
| 5    | Arvingarna        | „Tänker inte alls gå hem” | 1 190 449     | 72       | 2       | Finał        |
| 6    | Nathalie Brydolf  | „Fingerprints”            | 825 414       | 11       | 7       | Odpadła      |
| 7    | Danny Saucedo     | „Dandi dansa”             | 1 377 663     | 78       | 1       | Finał        |

Łącznie oddano 7 824 951 głosów, przy użyciu 628 624 urządzeń (co jest rekordową liczbą dla półfinału).
| Szczegółowe wyniki głosowania telewidzów | Szczegółowe wyniki głosowania telewidzów | Szczegółowe wyniki głosowania telewidzów | Szczegółowe wyniki głosowania telewidzów | Szczegółowe wyniki głosowania telewidzów | Szczegółowe wyniki głosowania telewidzów | Szczegółowe wyniki głosowania telewidzów | Szczegółowe wyniki głosowania telewidzów | Szczegółowe wyniki głosowania telewidzów | Szczegółowe wyniki głosowania telewidzów |
| Lp.                                      | Piosenka                                 | Grupa wiekowa                            | Grupa wiekowa                            | Grupa wiekowa                            | Grupa wiekowa                            | Grupa wiekowa                            | Grupa wiekowa                            | Grupa wiekowa                            | Głosowanie telefoniczne                  |
| Lp.                                      | Piosenka                                 | 3-9                                      | 10-15                                    | 16-29                                    | 30-44                                    | 45-59                                    | 60-74                                    | 75+                                      | Głosowanie telefoniczne                  |
| ---------------------------------------- | ---------------------------------------- | ---------------------------------------- | ---------------------------------------- | ---------------------------------------- | ---------------------------------------- | ---------------------------------------- | ---------------------------------------- | ---------------------------------------- | ---------------------------------------- |
| 1                                        | „One Touch”                              | 10                                       | 8                                        | 4                                        | 2                                        | 1                                        | 1                                        | 2                                        | 1                                        |
| 2                                        | „Pretender”                              | 2                                        | 2                                        | 8                                        | 12                                       | 6                                        | 4                                        | 4                                        | 10                                       |
| 3                                        | „Horizon”                                | 4                                        | 4                                        | 2                                        | 4                                        | 4                                        | 8                                        | 8                                        | 4                                        |
| 4                                        | „The Missing Piece”                      | 12                                       | 12                                       | 10                                       | 8                                        | 8                                        | 6                                        | 6                                        | 6                                        |
| 5                                        | „Tänker inte alls gå hem”                | 8                                        | 6                                        | 6                                        | 6                                        | 10                                       | 12                                       | 12                                       | 12                                       |
| 6                                        | „Fingerprints”                           | 1                                        | 1                                        | 1                                        | 1                                        | 2                                        | 2                                        | 1                                        | 2                                        |
| 7                                        | "Dandi dansa"                            | 6                                        | 10                                       | 12                                       | 10                                       | 12                                       | 10                                       | 10                                       | 8                                        |

### Półfinał 2
Drugi półfinał odbył się 13 lutego 2021, poprowadzili go Oscar Zia, Anis don Demina i Christer Björkman.
| L.p. | Wykonawca              | Piosenka              | Widzowie      | Widzowie | Miejsce | Rezultat     |
| L.p. | Wykonawca              | Piosenka              | Liczba głosów | Punkty   | Miejsce | Rezultat     |
| ---- | ---------------------- | --------------------- | ------------- | -------- | ------- | ------------ |
| 1    | Anton Ewald            | „New Religion”        | 1 218 312     | 68       | 2       | Finał        |
| 2    | Julia Alfrida          | „Rich”                | 751 337       | 11       | 7       | Odpadła      |
| 3    | WAHL feat. SAMI        | „90-talet”            | 961 160       | 30       | 6       | Odpadli      |
| 4    | Frida Green            | „The Silence”         | 1 028 299     | 47       | 4       | Druga szansa |
| 5    | Eva Rydberg & Ewa Roos | „Rena Rama Ding Dong” | 997 947       | 52       | 3       | Druga szansa |
| 6    | Patrik Jean            | „Tears Run Dry”       | 1 049 434     | 44       | 5       | Odpadł       |
| 7    | Dotter                 | „Little Tot”          | 1 464 962     | 92       | 1       | Finał        |

Łącznie oddano 7 471 451 głosów przy użyciu 581 410 urządzeń.
| Szczegółowe wyniki głosowania telewidzów | Szczegółowe wyniki głosowania telewidzów | Szczegółowe wyniki głosowania telewidzów | Szczegółowe wyniki głosowania telewidzów | Szczegółowe wyniki głosowania telewidzów | Szczegółowe wyniki głosowania telewidzów | Szczegółowe wyniki głosowania telewidzów | Szczegółowe wyniki głosowania telewidzów | Szczegółowe wyniki głosowania telewidzów | Szczegółowe wyniki głosowania telewidzów |
| Lp.                                      | Piosenka                                 | Grupy wiekowe                            | Grupy wiekowe                            | Grupy wiekowe                            | Grupy wiekowe                            | Grupy wiekowe                            | Grupy wiekowe                            | Grupy wiekowe                            | Głosowanie telefoniczne                  |
| Lp.                                      | Piosenka                                 | 3-9                                      | 10-15                                    | 16-29                                    | 30-44                                    | 45-59                                    | 60-74                                    | 75+                                      | Głosowanie telefoniczne                  |
| ---------------------------------------- | ---------------------------------------- | ---------------------------------------- | ---------------------------------------- | ---------------------------------------- | ---------------------------------------- | ---------------------------------------- | ---------------------------------------- | ---------------------------------------- | ---------------------------------------- |
| 1                                        | „New Religion”                           | 10                                       | 10                                       | 8                                        | 10                                       | 10                                       | 6                                        | 8                                        | 6                                        |
| 2                                        | „Rich”                                   | 4                                        | 1                                        | 1                                        | 1                                        | 1                                        | 1                                        | 1                                        | 1                                        |
| 3                                        | „90-talet”                               | 8                                        | 2                                        | 2                                        | 8                                        | 4                                        | 2                                        | 2                                        | 2                                        |
| 4                                        | „The Silence”                            | 1                                        | 8                                        | 4                                        | 4                                        | 8                                        | 8                                        | 6                                        | 8                                        |
| 5                                        | „Rena rama ding dong”                    | 2                                        | 6                                        | 6                                        | 2                                        | 2                                        | 10                                       | 12                                       | 12                                       |
| 6                                        | „Tears Run Dry”                          | 6                                        | 4                                        | 10                                       | 6                                        | 6                                        | 4                                        | 4                                        | 4                                        |
| 7                                        | "Little Tot"                             | 12                                       | 12                                       | 12                                       | 12                                       | 12                                       | 12                                       | 10                                       | 10                                       |

### Półfinał 3
Trzeci półfinał odbył się 20 lutego 2021, poprowadzili go Jason Diakité i Christer Björkman.
| L.p. | Wykonawca          | Piosenka                | Widzowie      | Widzowie | Miejsce | Rezultat     |
| L.p. | Wykonawca          | Piosenka                | Liczba głosów | Punkty   | Miejsce | Rezultat     |
| ---- | ------------------ | ----------------------- | ------------- | -------- | ------- | ------------ |
| 1    | Charlotte Perrelli | „Still Young”           | 1 272 523     | 62       | 2       | Finał        |
| 2    | Emil Assergård     | „Om allting skiter sig” | 987 458       | 34       | 5       | Odpadł       |
| 3    | Klara Hammarström  | „Beat of Broken Hearts” | 1 252 895     | 58       | 4       | Druga szansa |
| 4    | Mustasch           | „Contagious”            | 763 045       | 18       | 6       | Odpadli      |
| 5    | Elisa              | „Den du är”             | 613 779       | 18       | 7       | Odpadła      |
| 6    | Alvaro Estrella    | „Baila Baila”           | 1 193 914     | 60       | 3       | Druga szansa |
| 7    | Tusse              | „Voices”                | 1 919 353     | 94       | 1       | Finał        |

Łącznie oddano 7 471 451 głosów przy użyciu 581 410 urządzeń.
| Szczegółowe wyniki głosowania telewidzów | Szczegółowe wyniki głosowania telewidzów | Szczegółowe wyniki głosowania telewidzów | Szczegółowe wyniki głosowania telewidzów | Szczegółowe wyniki głosowania telewidzów | Szczegółowe wyniki głosowania telewidzów | Szczegółowe wyniki głosowania telewidzów | Szczegółowe wyniki głosowania telewidzów | Szczegółowe wyniki głosowania telewidzów | Szczegółowe wyniki głosowania telewidzów |
| Lp.                                      | Piosenka                                 | Grupa wiekowa                            | Grupa wiekowa                            | Grupa wiekowa                            | Grupa wiekowa                            | Grupa wiekowa                            | Grupa wiekowa                            | Grupa wiekowa                            | Głosowanie telefoniczne                  |
| Lp.                                      | Piosenka                                 | 3-9                                      | 10-15                                    | 16-29                                    | 30-44                                    | 45-59                                    | 60-74                                    | 75+                                      | Głosowanie telefoniczne                  |
| ---------------------------------------- | ---------------------------------------- | ---------------------------------------- | ---------------------------------------- | ---------------------------------------- | ---------------------------------------- | ---------------------------------------- | ---------------------------------------- | ---------------------------------------- | ---------------------------------------- |
| 1                                        | „Still Young”                            | 4                                        | 6                                        | 4                                        | 8                                        | 10                                       | 10                                       | 10                                       | 10                                       |
| 2                                        | „Om allting skiter sig”                  | 6                                        | 4                                        | 8                                        | 4                                        | 2                                        | 2                                        | 2                                        | 6                                        |
| 3                                        | „Beat of Broken Hearts”                  | 12                                       | 10                                       | 10                                       | 10                                       | 6                                        | 4                                        | 4                                        | 2                                        |
| 4                                        | „Contagious”                             | 2                                        | 2                                        | 2                                        | 2                                        | 4                                        | 1                                        | 1                                        | 4                                        |
| 5                                        | „Den du är”                              | 1                                        | 1                                        | 1                                        | 1                                        | 1                                        | 6                                        | 6                                        | 1                                        |
| 6                                        | „Bailá Bailá”                            | 8                                        | 8                                        | 6                                        | 6                                        | 8                                        | 8                                        | 8                                        | 8                                        |
| 7                                        | "Voices"                                 | 10                                       | 12                                       | 12                                       | 12                                       | 12                                       | 12                                       | 12                                       | 12                                       |

### Półfinał 4
Czwarty półfinał odbył się 27 lutego 2021, poprowadzili go Per Andersson i Christer Björkman.
| L.p. | Wykonawca          | Piosenka                     | Widzowie      | Widzowie | Miejsce | Rezultat     |
| L.p. | Wykonawca          | Piosenka                     | Liczba głosów | Punkty   | Miejsce | Rezultat     |
| ---- | ------------------ | ---------------------------- | ------------- | -------- | ------- | ------------ |
| 1    | Tess Merkel        | „Good Life”                  | 868 050       | 40       | 5       | Odpadła      |
| 2    | Lovad              | „Allting är precis likadant” | 783 763       | 21       | 6       | Odpadła      |
| 3    | Efraim Leo         | „Best of Me”                 | 1 035 821     | 52       | 3       | Druga szansa |
| 4    | The Mamas          | „In the Middle”              | 1 550 459     | 94       | 1       | Finał        |
| 5    | Sannex             | „All Inclusive”              | 609 909       | 14       | 7       | Odpadli      |
| 6    | Clara Klingenström | „Behöver inte dig idag”      | 930 002       | 51       | 4       | Druga szansa |
| 7    | Eric Saade         | „Every Minute”               | 1 179 580     | 72       | 2       | Finał        |

Łącznie oddano 6 957 584 głosów przy użyciu 565 705 urządzeń.
| Szczegółowe wyniki głosowania telewidzów | Szczegółowe wyniki głosowania telewidzów | Szczegółowe wyniki głosowania telewidzów | Szczegółowe wyniki głosowania telewidzów | Szczegółowe wyniki głosowania telewidzów | Szczegółowe wyniki głosowania telewidzów | Szczegółowe wyniki głosowania telewidzów | Szczegółowe wyniki głosowania telewidzów | Szczegółowe wyniki głosowania telewidzów | Szczegółowe wyniki głosowania telewidzów |
| Lp.                                      | Piosenka                                 | Grupa wiekowa                            | Grupa wiekowa                            | Grupa wiekowa                            | Grupa wiekowa                            | Grupa wiekowa                            | Grupa wiekowa                            | Grupa wiekowa                            | Głosowanie telefoniczne                  |
| Lp.                                      | Piosenka                                 | 3-9                                      | 10-15                                    | 16-29                                    | 30-44                                    | 45-59                                    | 60-74                                    | 75+                                      | Głosowanie telefoniczne                  |
| ---------------------------------------- | ---------------------------------------- | ---------------------------------------- | ---------------------------------------- | ---------------------------------------- | ---------------------------------------- | ---------------------------------------- | ---------------------------------------- | ---------------------------------------- | ---------------------------------------- |
| 1                                        | „Good Life”                              | 6                                        | 4                                        | 4                                        | 4                                        | 6                                        | 6                                        | 4                                        | 6                                        |
| 2                                        | „Allting är precis likadant”             | 2                                        | 6                                        | 6                                        | 2                                        | 2                                        | 1                                        | 1                                        | 1                                        |
| 3                                        | „Best of Me”                             | 10                                       | 8                                        | 8                                        | 8                                        | 4                                        | 4                                        | 6                                        | 4                                        |
| 4                                        | „In the Middle”                          | 12                                       | 12                                       | 12                                       | 12                                       | 12                                       | 12                                       | 12                                       | 10                                       |
| 5                                        | „All Inclusive”                          | 4                                        | 1                                        | 1                                        | 1                                        | 1                                        | 2                                        | 2                                        | 2                                        |
| 6                                        | „Behöver inte dig idag”                  | 1                                        | 2                                        | 2                                        | 6                                        | 8                                        | 10                                       | 10                                       | 12                                       |
| 7                                        | "Every Minute"                           | 8                                        | 10                                       | 10                                       | 10                                       | 10                                       | 8                                        | 8                                        | 8                                        |

## Druga szansa
Druga szansa odbył się 6 marca 2021, poprowadzili go Shirley Clamp i Christer Björkman.
| Duet | L.p. | Wykonawca              | Piosenka                | Widzowie      | Widzowie | Rezultat |
| Duet | L.p. | Wykonawca              | Piosenka                | Liczba głosów | Punkty   | Rezultat |
| ---- | ---- | ---------------------- | ----------------------- | ------------- | -------- | -------- |
| I    | 1    | Alvaro Estrella        | „Baila Baila”           | 1 365 376     | 7        | Finał    |
| I    | 2    | Lillasyster            | „Pretender”             | 1 163 807     | 1        | Odpadli  |
| II   | 1    | Frida Green            | „The Silence”           | 925 473       | 1        | Odpadła  |
| II   | 2    | Paul Rey               | „The Missing Piece”     | 1 207 581     | 7        | Finał    |
| III  | 1    | Eva Rydberg & Ewa Roos | „Rena rama ding dong”   | 1 173 492     | 3        | Odpadli  |
| III  | 2    | Clara Klingenström     | „Behöver inte dig idag” | 1 276 040     | 5        | Finał    |
| IV   | 1    | Klara Hammarström      | „Beat of Broken Hearts” | 1 139 262     | 8        | Finał    |
| IV   | 2    | Efraim Leo             | „Best of Me”            | 908 611       | 0        | Odpadł   |

Legenda:
     Uczestnicy, którzy awansowali do finału
Łącznie oddano 9 159 642 głosów przy użyciu 632 883 urządzeń (rekordy w rundzie drugiej szansy).
| Szczegółowe wyniki głosowania telewidzów | Szczegółowe wyniki głosowania telewidzów | Szczegółowe wyniki głosowania telewidzów | Szczegółowe wyniki głosowania telewidzów | Szczegółowe wyniki głosowania telewidzów | Szczegółowe wyniki głosowania telewidzów | Szczegółowe wyniki głosowania telewidzów | Szczegółowe wyniki głosowania telewidzów | Szczegółowe wyniki głosowania telewidzów | Szczegółowe wyniki głosowania telewidzów | Szczegółowe wyniki głosowania telewidzów |
| Duet                                     | Lp.                                      | Piosenka                                 | Grupa wiekowa                            | Grupa wiekowa                            | Grupa wiekowa                            | Grupa wiekowa                            | Grupa wiekowa                            | Grupa wiekowa                            | Grupa wiekowa                            | Głosowanie telefoniczne                  |
| Duet                                     | Lp.                                      | Piosenka                                 | 3-9                                      | 10-15                                    | 16-29                                    | 30-44                                    | 45-59                                    | 60-74                                    | 75+                                      | Głosowanie telefoniczne                  |
| ---------------------------------------- | ---------------------------------------- | ---------------------------------------- | ---------------------------------------- | ---------------------------------------- | ---------------------------------------- | ---------------------------------------- | ---------------------------------------- | ---------------------------------------- | ---------------------------------------- | ---------------------------------------- |
| I                                        | 1                                        | „Bailá Bailá”                            | 1                                        | 1                                        | 1                                        | 1                                        | 1                                        | 1                                        | 1                                        | 0                                        |
| I                                        | 2                                        | „Pretender”                              | 0                                        | 0                                        | 0                                        | 0                                        | 0                                        | 0                                        | 0                                        | 1                                        |
| II                                       | 1                                        | „The Silence”                            | 0                                        | 0                                        | 0                                        | 0                                        | 0                                        | 0                                        | 0                                        | 1                                        |
| II                                       | 2                                        | „The Missing Piece”                      | 1                                        | 1                                        | 1                                        | 1                                        | 1                                        | 1                                        | 1                                        | 0                                        |
| III                                      | 1                                        | „Rena rama ding dong”                    | 1                                        | 1                                        | 1                                        | 0                                        | 0                                        | 0                                        | 0                                        | 0                                        |
| III                                      | 2                                        | „Behöver inte dig idag”                  | 0                                        | 0                                        | 0                                        | 1                                        | 1                                        | 1                                        | 1                                        | 1                                        |
| IV                                       | 1                                        | „Beat of Broken Hearts”                  | 1                                        | 1                                        | 1                                        | 1                                        | 1                                        | 1                                        | 1                                        | 1                                        |
| IV                                       | 2                                        | „Best of Me”                             | 0                                        | 0                                        | 0                                        | 0                                        | 0                                        | 0                                        | 0                                        | 0                                        |

## Finał
Finał programu odbył się 13 marca, poprowadzili go Christer Björkman, Måns Zelmerlöw i Shima Niavarani.
| L.p. | Wykonawca          | Piosenka                  | Jury | Widzowie      | Widzowie | Punkty | Miejsce |
| L.p. | Wykonawca          | Piosenka                  | Jury | Liczba głosów | Punkty   | Punkty | Miejsce |
| ---- | ------------------ | ------------------------- | ---- | ------------- | -------- | ------ | ------- |
| 1    | Danny Saucedo      | „Dandi dansa”             | 39   | 1 309 741     | 35       | 74     | 7       |
| 2    | Klara Hammarström  | „Beat of Broken Hearts”   | 43   | 1 341 566     | 36       | 79     | 6       |
| 3    | Anton Ewald        | „New Religion”            | 9    | 1 066 340     | 16       | 25     | 11      |
| 4    | The Mamas          | „In the Middle”           | 50   | 1 646 198     | 56       | 106    | 3       |
| 5    | Paul Rey           | „The Missing Piece”       | 18   | 998 030       | 7        | 25     | 12      |
| 6    | Charlotte Perrelli | „Still Young”             | 32   | 1 016 557     | 28       | 60     | 8       |
| 7    | Tusse              | „Voices”                  | 79   | 2 964 269     | 96       | 175    | 1       |
| 8    | Alvaro Estrella    | „Baila Baila”             | 7    | 1 071 188     | 19       | 26     | 10      |
| 9    | Clara Klingenström | „Behöver inte dig idag”   | 39   | 1 455 605     | 52       | 91     | 5       |
| 10   | Eric Saade         | „Every Minute”            | 69   | 1 471 324     | 49       | 118    | 2       |
| 11   | Dotter             | „Little Tot”              | 57   | 1 488 599     | 48       | 105    | 4       |
| 12   | Arvingarna         | „Tänker inte alls gå hem” | 22   | 923 022       | 22       | 44     | 9       |

Oddano rekordową liczbę 16 752 439 głosów przy użyciu 1 159 881 urządzeń.
| Szczegółowe wyniki głosowania telewidzów | Szczegółowe wyniki głosowania telewidzów | Szczegółowe wyniki głosowania telewidzów | Szczegółowe wyniki głosowania telewidzów | Szczegółowe wyniki głosowania telewidzów | Szczegółowe wyniki głosowania telewidzów | Szczegółowe wyniki głosowania telewidzów | Szczegółowe wyniki głosowania telewidzów | Szczegółowe wyniki głosowania telewidzów | Szczegółowe wyniki głosowania telewidzów | Szczegółowe wyniki głosowania telewidzów |
| Lp.                                      | Piosenka                                 | Grupa wiekowa                            | Grupa wiekowa                            | Grupa wiekowa                            | Grupa wiekowa                            | Grupa wiekowa                            | Grupa wiekowa                            | Grupa wiekowa                            | Głosowanie telefoniczne                  | Punkty                                   |
| Lp.                                      | Piosenka                                 | 3-9                                      | 10-15                                    | 16-29                                    | 30-44                                    | 45-59                                    | 60-74                                    | 75+                                      | Głosowanie telefoniczne                  | Punkty                                   |
| ---------------------------------------- | ---------------------------------------- | ---------------------------------------- | ---------------------------------------- | ---------------------------------------- | ---------------------------------------- | ---------------------------------------- | ---------------------------------------- | ---------------------------------------- | ---------------------------------------- | ---------------------------------------- |
| 1                                        | „Dandi dansa”                            | 10                                       | 6                                        | 6                                        | 4                                        | 4                                        | 1                                        | 1                                        | 3                                        | 35                                       |
| 2                                        | „Beat of Broken Hearts”                  | 8                                        | 8                                        | 5                                        | 5                                        | 3                                        | 2                                        | 3                                        | 2                                        | 36                                       |
| 3                                        | „New Religion”                           | 7                                        | 4                                        | 3                                        | 2                                        | 0                                        | 0                                        | 0                                        | 0                                        | 16                                       |
| 4                                        | „In the Middle”                          | 3                                        | 10                                       | 10                                       | 10                                       | 7                                        | 6                                        | 6                                        | 4                                        | 56                                       |
| 5                                        | „The Missing Piece”                      | 2                                        | 3                                        | 2                                        | 0                                        | 0                                        | 0                                        | 0                                        | 0                                        | 7                                        |
| 6                                        | „Still Young”                            | 0                                        | 0                                        | 0                                        | 1                                        | 5                                        | 8                                        | 8                                        | 6                                        | 28                                       |
| 7                                        | „Voices”                                 | 12                                       | 12                                       | 12                                       | 12                                       | 12                                       | 12                                       | 12                                       | 12                                       | 96                                       |
| 8                                        | „Bailá Bailá”                            | 5                                        | 2                                        | 1                                        | 3                                        | 2                                        | 3                                        | 2                                        | 1                                        | 19                                       |
| 9                                        | „Behöver inte dig idag”                  | 1                                        | 1                                        | 4                                        | 6                                        | 10                                       | 10                                       | 10                                       | 10                                       | 52                                       |
| 10                                       | „Every Minute”                           | 4                                        | 5                                        | 7                                        | 7                                        | 8                                        | 5                                        | 5                                        | 8                                        | 49                                       |
| 11                                       | „Little Tot”                             | 6                                        | 7                                        | 8                                        | 8                                        | 6                                        | 4                                        | 4                                        | 5                                        | 48                                       |
| 12                                       | „Tänker inte alls gå hem”                | 0                                        | 0                                        | 0                                        | 0                                        | 1                                        | 7                                        | 7                                        | 7                                        | 22                                       |

| Głosy jurorów | Głosy jurorów             | Głosy jurorów | Głosy jurorów | Głosy jurorów | Głosy jurorów | Głosy jurorów   | Głosy jurorów | Głosy jurorów | Głosy jurorów | Głosy jurorów |
| L.p. | Piosenka                  | Francja       | Albania       | Islandia      | Izrael        | Wielka Brytania | Szwajcaria    | Cypr          | Holandia      | Suma          |
| --- | ------------------------- | ------------- | ------------- | ------------- | ------------- | --------------- | ------------- | ------------- | ------------- | ------------- |
| 1 | „Dandi dansa”             | 3             | 3             | 7             | 3             | 6               | 6             | 6             | 5             | 39            |
| 2 | „Beat of Broken Hearts”   | 8             | 4             | 8             | 8             | 4               | 5             | 2             | 4             | 43            |
| 3 | „New Religion”            | 2             | 2             |               | 2             |                 | 2             |               | 1             | 9             |
| 4 | „In the Middle”           | 6             | 6             | 6             | 4             | 12              | 8             | 1             | 7             | 50            |
| 5 | „The Missing Piece”       | 1             | 5             | 2             | 1             |                 | 3             |               | 6             | 18            |
| 6 | „Still Young”             | 5             | 1             | 3             | 7             | 5               | 1             | 10            |               | 32            |
| 7 | „Voices”                  | 12            | 10            | 12            | 10            | 7               | 12            | 4             | 12            | 79            |
| 8 | „Baila Baila”             |               |               | 1             |               | 1               |               | 5             |               | 7             |
| 9 | „Behöver inte dig idag”   | 10            | 7             | 10            | 5             | 2               |               | 3             | 2             | 39            |
| 10 | „Every Minute”            | 4             | 8             | 5             | 12            | 8               | 10            | 12            | 10            | 69            |
| 11 | „Little Tot”              | 7             | 12            | 4             | 6             | 10              | 7             | 8             | 3             | 57            |
| 12 | „Tänker inte alls gå hem” |               |               |               |               | 3               | 4             | 7             | 8             | 22            |
| Członkowie międzynarodowej komisji jurorskiej                                                                                               |                           |               |               |               |               |                 |               |               |               |               |
| - – Bruno Berberes - – Klerat Duraj - – Felix Bergsson - – Tali Eshkoli - – Simon Proctor - – Zibbz - – Alexia Moutafidou - – Lars Lourenco |                           |               |               |               |               |                 |               |               |               |               |

Legenda:
     Zdobywca pierwszego miejsca
     Zdobywca drugiego miejsca
     Zdobywca trzeciego miejsca